# مؤتمر المستشرقين الدولي

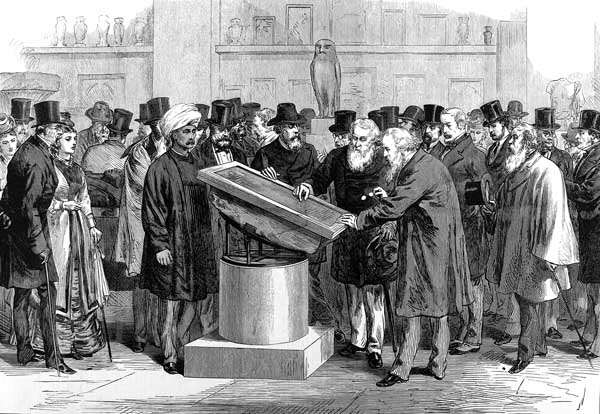
مستشرقين يعاينون حجر الرشيد في مؤتمر المستشرقين الدولي الثاني في باريس - 1874 م.

مؤتمر المستشرقين الدولي عُقدت أول مرة في باريس عام 1873 م، وتوالى عقد هذه المؤتمرات في أنحاء العالم وبخاصة في القارة الأوروبية، ولكن عقد بعضهـا في آسيا وأفريقيا. ومن الدول العربية والإسلامية التي عقد فيها المؤتمر استنبول بتركيا والجزائر العاصمة. أعمال المؤتمر تديرها جمعية الدراسات الآسيوية ودراسات شمال أفريقيا.

## تواريخ المؤتمرات
- مؤتمر المستشرقين الدولي الأول - باريس 1873 م.[2]
- مؤتمر المستشرقين الدولي الثاني - لندن 1874 م.
- مؤتمر المستشرقين الدولي الثالث - سنت بطرسبرغ 1876 م
- مؤتمر المستشرقين الدولي الرابع - فلورسنا 1878 م.
- مؤتمر المستشرقين الدولي الخامس - برلين 1881 م.
- مؤتمر المستشرقين الدولي السادس - ليدن 1883 م.
- مؤتمر المستشرقين الدولي السابع - فيننا 1886 م.
- مؤتمر المستشرقين الدولي الثامن - ستوكهلم 1889 م.
- مؤتمر المستشرقين الدولي التاسع - لندن 1892 م.
- مؤتمر المستشرقين الدولي العاشر - جنيف 1894 م.
- مؤتمر المستشرقين الدولي الحادي عشر - باريس 1897 م.
- مؤتمر المستشرقين الدولي الثاني عشر - روما 1899 م.
- مؤتمر المستشرقين الدولي الثالث عشر - همبورغ 1904 م.
- مؤتمر المستشرقين الدولي الرابع عشر- الجزائر 1905 م، وهو أول مرة يعقد خارج أروبا.
- مؤتمر المستشرقين الدولي الخامس عشر - كوبنهاكن 1908 م.
- مؤتمر المستشرقين الدولي السادس عشر - أثينة 1912 م.
- مؤتمر المستشرقين الدولي السابع عشر - أكسفرد 1928 م.
- مؤتمر المستشرقين الدولي الثامن عشر - ليدن 1931 م.
- مؤتمر المستشرقين الدولي التاسع عشر - روما 1935 م.
- مؤتمر المستشرقين الدولي العشرون - بروكسل 1938 م.
- مؤتمر المستشرقين الدولي الحادي والعشرون - باريس 1948 م.
- مؤتمر المستشرقين الدولي الثاني والعشرون - إسطنبول 1951 م.
- مؤتمر المستشرقين الدولي الثالث والعشرون - كمبرج 1954 م.
- مؤتمر المستشرقين الدولي الرابع والعشرون - منشن 1957 م.
- مؤتمر المستشرقين الدولي الخامس والعشرون - موسكو 1960 م.
- مؤتمر المستشرقين الدولي السادس والعشرون - نيو دلهي 1964 م.
- مؤتمر المستشرقين الدولي السابع والعشرون - آن آربر 1967 م، وهو أول مؤتمر يعقد في أمريكا.
- مؤتمر المستشرقين الدولي الثامن والعشرون - كانبرا 1971 م.
- مؤتمر المستشرقين الدولي التاسع والعشرون - باريس 1974 م.